# Steenweg (constructie)

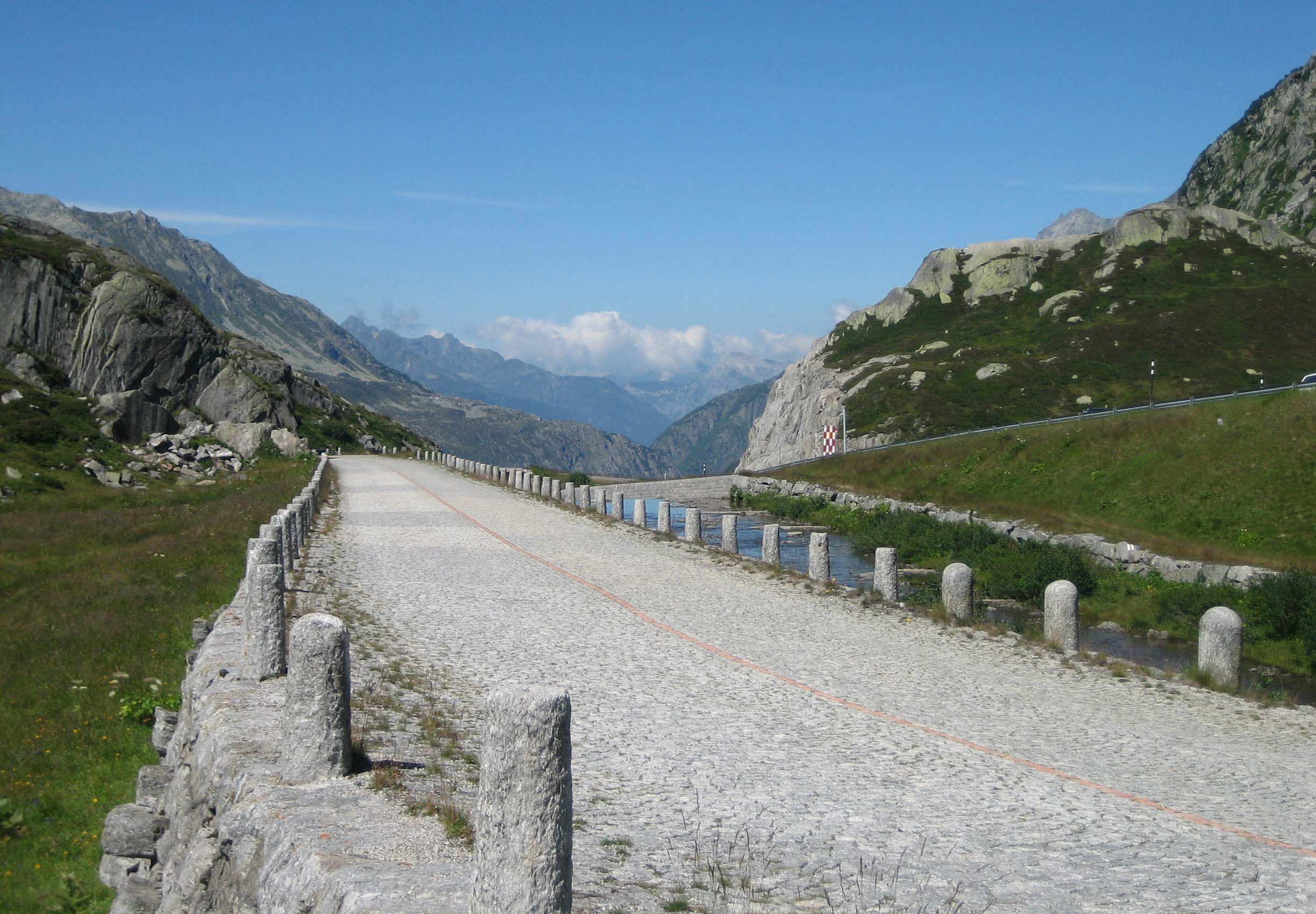
De steenweg over de Gotthardpas werd aangelegd in 1827–1830

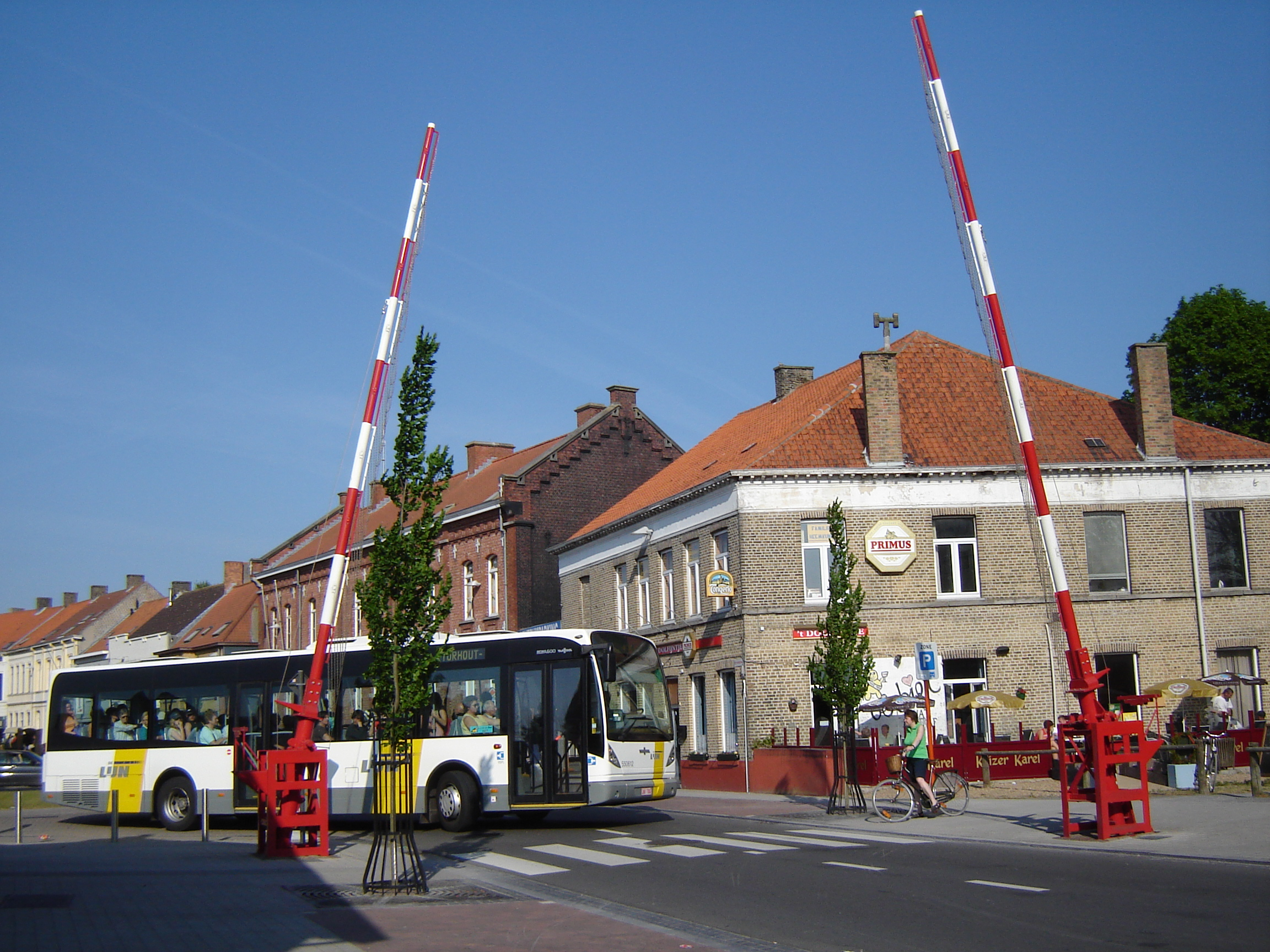
Kruispunt van fietsroute Groene 62 met de Nieuwpoortse Steenweg. De Groene 62 is een vroegere spoorlijn, vandaar de herstelde oude slagbomen

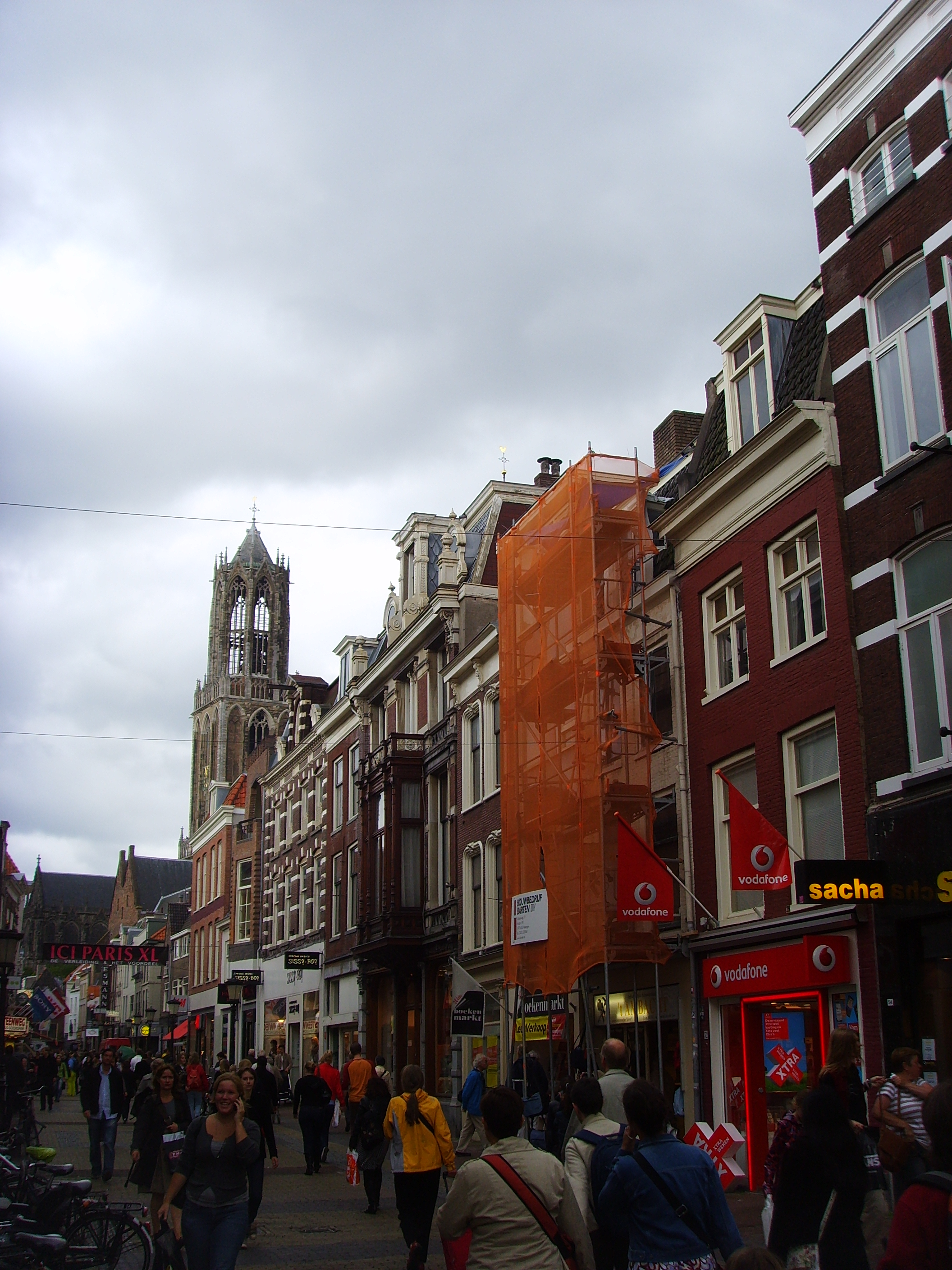
Steenweg in Utrecht, met op de achtergrond de Domtoren

Een steenweg is een grote, verharde weg. De term komt voornamelijk in Vlaanderen voor. In Nederland spreekt men eerder van een straatweg. In Frankrijk en Duitsland spreekt men van "chaussée".
De wegen tussen plaatsen waren aanvankelijk vaak onverhard. Later werden ze verhard en ging men van een steenweg spreken. Deze samentrekking is dus geen pleonasme. De meeste steenwegen in België werden aangelegd in de periode 1750-1850 onder de Oostenrijkers, Nederlanders en het jonge koninkrijk België. Deze nieuwe steenwegen hadden een uitgesproken rechtlijnig karakter. Vóór de komst van de steenwegen gebeurde de verbinding tussen de plaatsen via onverharde lokale wegen die organisch gegroeid waren in de Middeleeuwen. In de twintigste eeuw werden verschillende steenwegen verbreed (bijvoorbeeld de Belgische N1). Later werden autosnelwegen aangelegd.

## Geschiedenis van de steenweg in België

### Eerste verharde wegen
De heirbanen van de Romeinen buiten beschouwing gelaten, werden de eerste steenwegen in België aangelegd tijdens de zestiende eeuw. Het ging om wegen die het transport van het platteland naar de stad dienden te vergemakkelijken. In dezelfde periode, rond 1500, werd gestart met het plaveien van de straten in de steden. Dit gebeurde aan een hoger tempo in de luwe en stabiele periode onder landvoogden Albrecht van Oostenrijk en Infante Isabella (1598-1633).
De verharde wegen van de stad naar het platteland werden beetje bij beetje verlengd.
Tijdens de Spaanse Successieoorlog werden de Zuidelijke Nederlanden bezet door Frankrijk. De bezetter kon de provinciale staten overhalen om vier radiale verbindingen vanuit Brussel aan te leggen: naar Antwerpen, Luik, Bergen en Gent. Eerder waren er al plannen geweest om wegen aan te leggen tussen de steden, maar tot dan waren deze nog niet uitgevoerd. Zo werd de weg Brussel - Antwerpen de eerste weg die twee (inclusief Mechelen zelfs drie) steden verbond. Het laatste ontbrekende deel, tussen Drie Fonteinen en Laken werd aangelegd in 1712 door de stad Brussel.
Tussen 1704 en 1718 werden onder meer de volgende wegen aangelegd:
- Brussel - Laken - Drie Fonteinen - Mechelen - Kontich - Antwerpen
- Brussel - Leuven - Tienen - Halle (grens Brabant / Luik)
- Brussel - Anderlecht - Halle - Bergen (Anderlecht - Halle rond de periode 1704-1706)[2]
- Brussel - Asse - Aalst - Gent

### Invloed Oostenrijkers
Na meer dan honderd jaar met verschillende oorlogen die in de Zuidelijke Nederlanden werden uitgevochten (onder meer de Devolutieoorlog (1667-1668), Hollandse Oorlog (1677-1678), Negenjarige Oorlog (1688-1697) en de Spaanse Successieoorlog (1701–1713)) werd het onder de heerschappij van keizerin Maria Theresia (1740 tot 1780) en landvoogd Karel van Lorreinen opnieuw kalmer in de Zuidelijke Nederlanden. In deze periode kwam de aanleg van steenwegen pas goed op gang. Door middel van door de overheid uitgevaardigde octrooien kon men overgaan tot onteigening en kon er tolheffing worden ingesteld op de nieuwe weg. Dit zorgde voor rechte wegen, ook wel Therisiaanse wegen genoemd, (bijv. de N43 tussen Deinze en Kortrijk) van een hogere kwaliteit. Aangezien de aanleg van de steenwegen voornamelijk een verantwoordelijkheid was van de Staten (de gewesten of provincies), werden de meeste steenwegen in Vlaanderen, Brabant en Henegouwen aangelegd. De Kempen en de Ardennen bleven zo goed als verstoken van enige goede wegen.
Enkele van de vele wegen die in deze periode werden aangelegd:
- Brugge - Torhout - Roeselare - Menen (huidige N32)
- Torhout - Oostende (huidige N33)
- Deinze - Tielt - Roeselare (huidige N35 en N37)
- Gent - Oudenaarde - Leuze (huidige N60)
- Bergen - Binche (deels huidige N90)
- Aalst - Geraardsbergen (huidige N460)
- Antwerpen - Boom (huidige A12)
- Leuven - Mechelen (huidige N26)
- Leuven - Diest (huidige N2)
- Luik - Sint-Truiden (huidige N3)
- Leuven - Aarschot - Diest (huidige N10)
- Halle - Edingen - Ath - Leuze - Doornik (huidige N7)
- Luik - Hasselt - 's Hertogenbosch (huidige N715)
- Leuven - Éghezée - Namen (huidige N91)
- Namen - Dinant - Beauraing - Habay - Arlon (deels de huidige N40)
- Namen - Marche-en-Famenne (huidige N4)
- Luik - Ciney - Dinant (huidige N97)
- Arlon - Attert (huidige N4)

### Routes impériales (1811)
Onder het bewind van Napoleon Bonaparte werd voor het eerst een plan voor een nationaal wegennet uitgetekend. In de Nederlanden ging het om volgende steenwegen:
- Maubeuge - Bergen - Brussel - Mechelen - Antwerpen - Breda - ... - Amsterdam (Maubeuge - Maria-ter-Heide bestond reeds)
- Givet - Dinant - Namen - Hoei - Luik - Tongeren - Maastricht - Maaseik - Venlo (grotendeels reeds aangelegd)
- Rijsel - Menen - Roeselare - Torhout - Oostende (het gehele tracé was reeds aangelegd)
- Luik - Herve - Aken - ... - Keulen (het gehele tracé was reeds aangelegd)

Daarnaast werden ook verschillende regionale wegen in het plan opgenomen die onder de verantwoordelijkheid van de departementen zouden vallen.
Op terrein werden er echter weinig nieuwe wegen aangelegd in de periode 1795-1814. Enkele wegen die tijdens de Franse tijd werden aangelegd zijn:
- Maria-ter-Heide - Braken (grens NL) als nationale weg (huidige N1)
- Hoei - Chokier als nationale weg
- Tongeren - Maastricht als nationale weg (huidige N79)
- Binche - Charleroi (deels huidige N90)
- Lokeren - Dendermonde (huidige N47)
- Lokeren - Belsele (huidige N473 en N70)
- Wetteren - Steenweg Brussel-Gent (huidige N417)
- Attert - Martelange (huidige N4)

### Verenigd Koninkrijk der Nederlanden

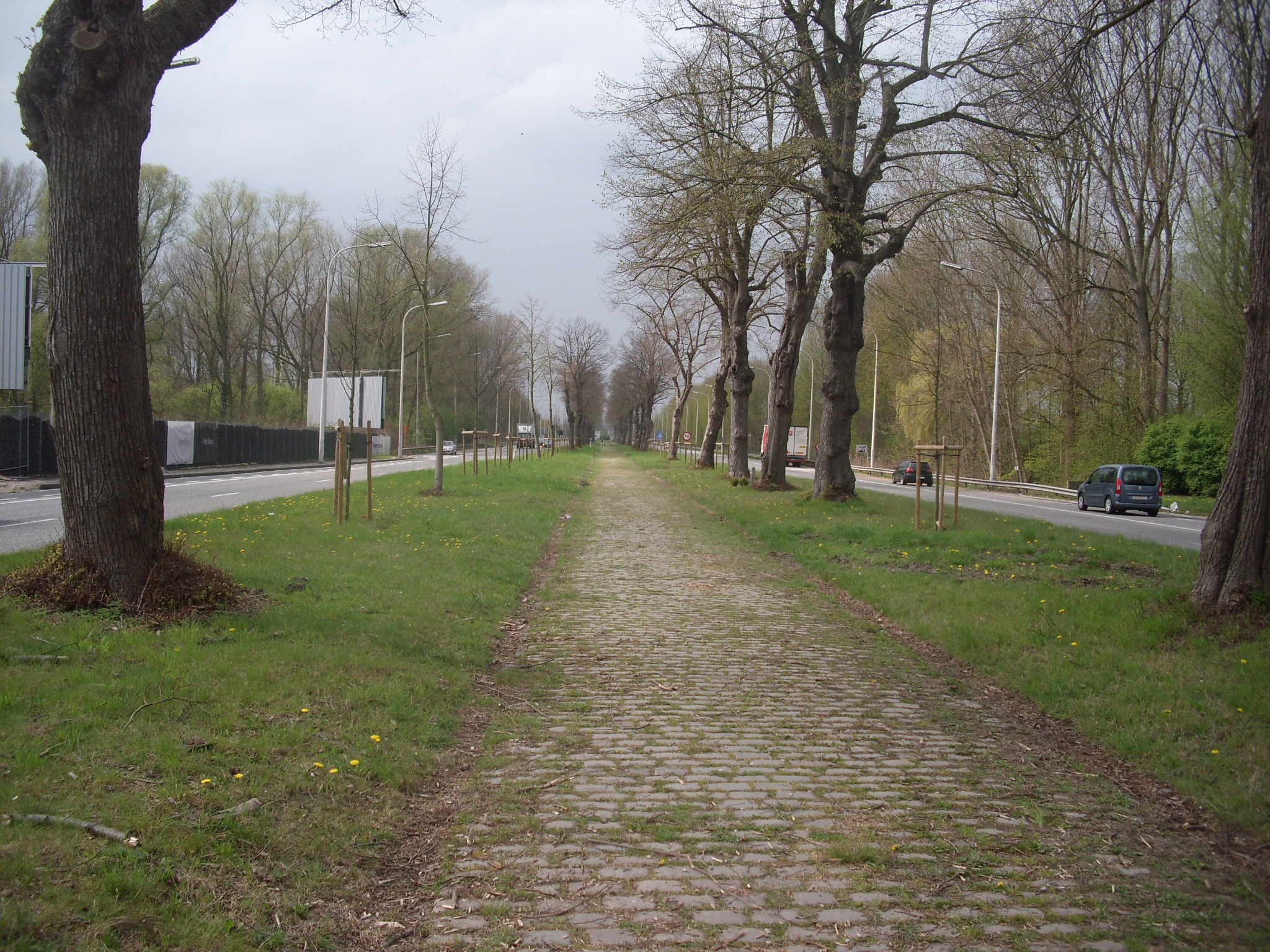
De Drongensesteenweg in Gent werd aangelegd in de eerste decennia van de negentiende eeuw.

In de jaren 1820 werd een nieuwe wegencategorisering opgesteld. De wegen van eerste klasse waren van bovenprovinciaal belang en zouden beheerd worden door de nationale instelling Rijkswaterstaat. De wegen van tweede klasse zouden beheerd worden door de provincies. In de Hollandse periode schakelde het tempo van wegenaanleg een stuk hoger dan voordien. Er werd jaarlijks gemiddeld 50,8 km weg aangelegd. Het ging onder meer om volgende wegen:
- Marche-en-Famenne - Bastenaken - Martelange (huidige N4)
- Charleroi - Couvin (huidige N5)
- Beaumont - Phillipeville - Dinant (huidige N97 en N936)
- Maastricht - Battice (huidige N627)
- Chaudfontaine - Trooz - Pepinster - Verviers (huidige N61)
- Mechelen - Willebroek - Dendermonde - Wetteren (huidige N16, N17 en N416)
- Brussel - Kampenhout (huidige N21)
- Steenweg Brussel-Kampenhout - Vilvoorde - Grimbergen - Steenweg Asse-Dendermonde (huidige N211)
- Leuven - Tervuren (huidige N3)
- Sint-Antonius-Brecht - Turnhout (huidige N12)
- Brussel - Ninove (huidige N8)
- Elverdinge - Elzendamme (huidige N8)
- Tienen - Steenweg Nijvel-Namen (Sombreffe) (huidige N29)

Behalve de weg naar Turnhout, werden in de Kempen geen bijkomende wegen aangelegd. Verder werd in 1829, bij de aanleg van de weg Maastricht - Battice, voor het eerst in België macadam gebruikt voor de aanleg van wegen.

### België

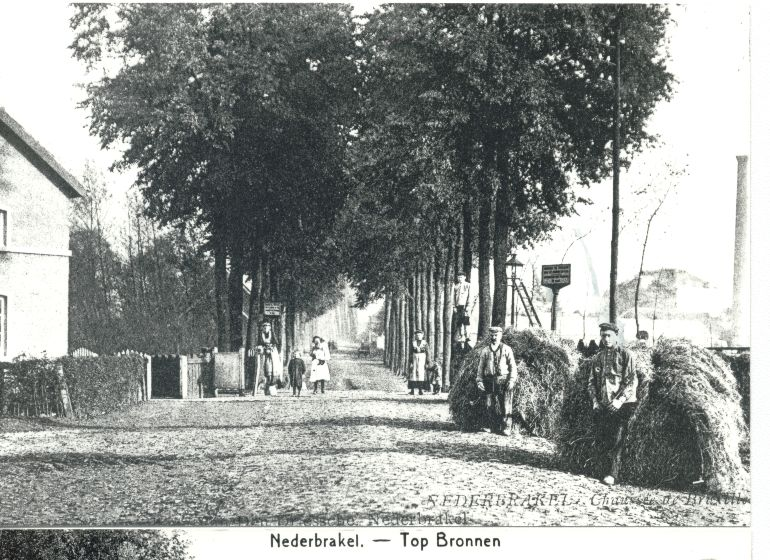
Steenweg op Brussel - locatie van de Top Bronnen (Nederbrakel)

Met de onafhankelijkheid van België treedt een periode in waarin op grote schaal geïnvesteerd zal worden in infrastructuur. Niet alleen zullen de eerste spoorwegen aangelegd worden, maar ook het steenwegen net zal vervolledigd worden. Het systeem van rijkswegen en provinciale wegen blijft behouden. De inkomsten van de wegentol worden op nationaal niveau herverdeeld tussen de provincies, zodat ook in geïsoleerde gebieden als de Kempen en de Ardennen steenwegen worden aangelegd. Het tempo waarin nieuwe wegen worden aangelegd piekt in de jaren 40 van negentiende eeuw.
Enkele van de langere wegen die in de eerste decennia van het Koninkrijk België werden aangelegd:
- Ninove - Brakel (huidige N8)
- Brakel - Ronse (huidige N48)
- Lier - Oostmalle (huidige N14)
- Aarschot - Herselt - Geel - Turnhout (huidige N19)
- Diest - Herk-de-Stad - Hasselt - Genk - As
- Diest - Beringen - Zonhoven (huidige N29, en N72)
- Leopoldsburg - Hechtel - Peer - Maaseik (huidige N73, N721 en N773)
- Tienen - Hoei (huidige N64)
- Philippeville - Givet (huidige N40)
- Aywaille - Manhay - Houffalize - Bastogne (huidige N30)
- Bouillon - Recogne - La Roche - Vielsalm (huidige N89)

In de tweede helft van de negentiende eeuw ondervonden de steenwegen stevige concurrentie van de efficiëntere spoorwegen. In 1866 werd de tol op rijkswegen afgeschaft, later gebeurde dit ook voor de provinciale wegen. Vanaf 1870 koopt de staat de private wegenconcessies stelselmatig op zodat deze zowat dertig jaar later allemaal verdwenen zijn. Na 1850 worden er minder steenwegen aangelegd. Omstreeks 1882 wordt het nationale steenwegennet als voltooid beschouwd.
Enkele wegen die in de periode 1850-1880 aangelegd werden:
- Herselt - Herentals - Lille - Oostmalle (huidige N152 en N153)
- Lille - Turnhout - Tilburg (huidige N140 en N12)
- Bilzen - As - Opglabbeek - Bree (huidige N730)
- Houffalize - Bertogne - Libramont - Recogne (huidige N826)

Na 1880 worden weinig (lange) nieuwe wegen aangelegd. Vanaf 1900 kent de auto een grote opgang en gaat het beschikbare geld voornamelijk naar het verbeteren van de bestaande wegen voor de nieuwe auto's.